# 埃里 (谢尔省)
埃里（法語：Herry，法語發音：[ɛʁi]）是法国谢尔省的一个市镇，位于该省东北部，属于布尔日区。

## 地理
埃里（47°13'0"N, 2°57'14"E）面积49.87 平方千米，位于法国中央-卢瓦尔河谷大区谢尔省，该省份为法国中部省份，北起卢瓦雷省，西接卢瓦-谢尔省和安德尔省，南至克勒兹省，东南接阿列省，东临涅夫勒省。
与埃里接壤的市镇（或旧市镇、城区）包括：拉沙佩勒蒙利纳尔、库阿尔格、弗村、圣布伊兹、圣马丹德尚、桑塞格、卢瓦尔河畔梅沃、卢瓦尔河畔普伊。

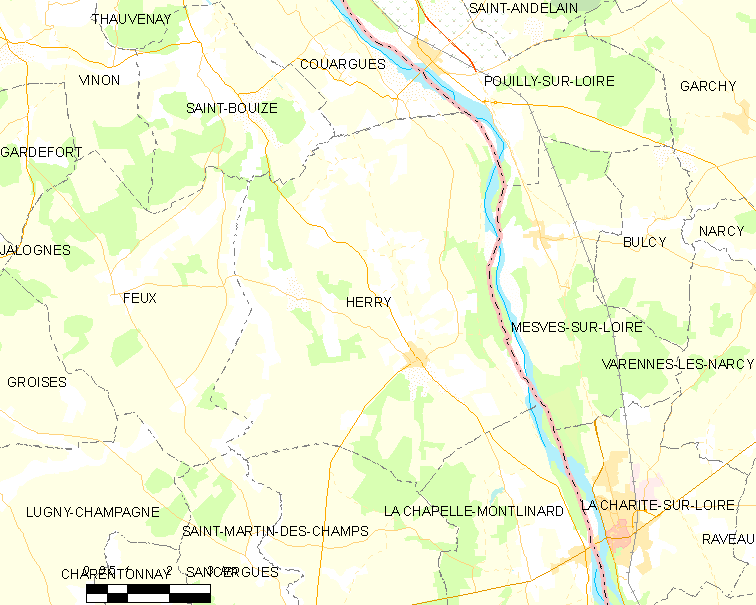
的OSM定位图

埃里的时区为UTC+01:00、UTC+02:00（夏令时）。

## 行政
埃里的邮政编码为18140，INSEE市镇编码为18110。

## 政治
埃里所属的省级选区为阿沃尔县。

## 人口

1962-2008年间人口变化图示

埃里于2022年1月1日时的人口数量为959人。